# Gastón Ricaud
Gastón Michel Morad Ricaud (Olavarría, Buenos Aires, 4 de janeiro de 1973) é um ator argentino. Entre suas participações mais marcantes estão as telenovelas Chiquititas, Los exitosos Pells, Un año para recordar, Dulce amor, Amar, después de amar, Go! Vive a Tu Manera.

## Biografia
Gastón Ricaud nasceu em 4 de janeiro de 1973 em Olavarría e deixou sua cidade com a desculpa de estudar design industrial. Seus pais, Ernesto e Mirta, trabalharam e sempre viveram no campo. Gastón fez isso desde a idade de 9 anos, primeiro como um carrero, dirigindo um trator, mais tarde como maquinista e, em seguida, conduzindo ceifeiras.
Aos 18 anos, ele decidiu tentar sua sorte em Buenos Aires, com a desculpa de estudar design industrial como seu irmão Pablo Ricaud, com 4 anos de idade. Mas tudo mudou quando lhe deram uma brochura da oficina de teatro ditada pela atriz Gabriela Daniel. Ela recomendou que ele fosse para um elenco que Jorge Diaco pegou, hoje seu amigo. Gastón era garçom naquele momento, mas logo começou a fazer seus primeiros anúncios.
Em 1994, ele foi contratado para participar de Aprender a volar, estrelado por Juan Carlos Thorry e Gloria Carrá. Mais tarde, seu protagónico veio em Chiquititas, Mil millones, Buenos vecinos y Los Roldán.
Sua primeira aparição na TV foi em um comercial da Renault Clio.
Protagonizou ao lado de Jorgelina Aruzzi, o grande sucesso de 2006, Chiquititas Sin Fin (novela no qual foi transmitida em 2008 pelo SBT).
Participou também de Chiquititas (2001).

## Televisão
| Ano       | Título                    | Personagem                              | Canal      |
| --------- | ------------------------- | --------------------------------------- | ---------- |
| 1994-1995 | Aprender a volar          | Lucas                                   | El Trece   |
| 1995-1996 | Montaña rusa, otra vuelta | Rodrigo                                 | El Trece   |
| 1999-2001 | Buenos vecinos            | Luciano Marchese                        | Telefe     |
| 2001      | Chiquititas               | Ramiro Linares                          | Telefe     |
| 2001      | Propiedad Horizontal      | Daniel                                  | Canal 9    |
| 2002      | 1000 millones             | Gonzalo                                 | El Trece   |
| 2003      | Malandras                 | Alejo Martínez Leiva                    | Canal 9    |
| 2004      | Los Roldán                | Guido Silvera                           | Telefe     |
| 2004      | Floricienta               | Maximiliano Stoffa                      | El Trece   |
| 2005      | Amor mío                  | Santiago Mendoza                        | Telefe     |
| 2006      | Chiquititas Sin Fin       | Lucas "Kili" Rodríguez                  | Telefe     |
| 2008-2009 | Los exitosos Pells        | Juan Ríos                               | Telefe     |
| 2009-2010 | Los exitosos Pérez        | José Fortuna "Joséfo"                   | Televisa   |
| 2010      | Alguien que me quiera     | Máximo                                  | El Trece   |
| 2010      | Caín y Abel               | Nicolás Pereira                         | Telefe     |
| 2011      | Un año para recordar      | Nacho Ventura                           | Telefe     |
| 2012-2013 | Dulce amor                | Freddy Di Marco                         | Telefe     |
| 2013      | Historias de corazón      | Marcos "Ep: El vestido rojo"            | Telefe     |
| 2013      | Historias de corazón      | Claudio "Ep: Cuidado con lo que deseas" | Telefe     |
| 2013      | Sos mi hombre             | Santiago Vega                           | El Trece   |
| 2013      | Los vecinos en guerra     | Jimmy Oftroff                           | Telefe     |
| 2014      | Mis amigos de siempre     | Nicolás "Nico"                          | El Trece   |
| 2014      | La celebración            | Horacio "Ep: Egresados"                 | Telefe     |
| 2015      | Pan y vino                | Marcos Leal                             | América TV |
| 2017      | Amar después de amar      | Andrés Kaplan                           | Telefe     |
| 2018      | Cien días para enamorarse | Dr. Martín López                        | Telefe     |
| 2019      | Go! Vive a Tu Manera      | Ramiro Achával                          | Netflix    |

## Filmes
| Cinema | Cinema                    | Cinema         | Cinema          | Cinema            |
| Ano    | Filme                     | Personagem     | Diretor         | Notas             |
| ------ | ------------------------- | -------------- | --------------- | ----------------- |
| 2010   | Deus Irae                 | Padre Marcos   | Pedro Cristiani | Protagonista.     |
| 2017   | Delicia                   |                |                 | Protagonista.     |
| 2019   | Go! La Fiesta Inolvidable | Ramiro Achával |                 | Elenco principal. |

## Teatro
| Teatro    | Teatro                             | Teatro                      | Teatro            | Teatro                  |
| Ano       | Obra                               | Personagem                  | Diretor           | Notas                   |
| --------- | ---------------------------------- | --------------------------- | ----------------- | ----------------------- |
| 1999      | He visto a Dios                    |                             |                   | Ator do elenco estável. |
| 2001-2002 | Runrún                             |                             | Virginia Lombardo | Protagonista.           |
| 2003-2004 | Romeo y Julieta                    |                             | Alicia Zanca      | Ator do elenco estável. |
| 2005      | Sueño de una noche de verano       |                             | Alicia Zanca      | Ator do elenco estável. |
| 2005      | La zapatera prodigiosa             |                             | Alicia Zanca      | Ator do elenco estável. |
| 2006      | Chiquititas sin fin                | Kili                        | Cris Morena       | Protagonista.           |
| 2009-2010 | El hombre araña, acción y aventura | Peter Parker / Hombre Araña | Leandro Pannetta  | Protagonista.           |
| 2016      | El club de los estafadores         |                             |                   | Protagonista.           |
| 2018      | La pipa de la paz                  |                             |                   | Protagonista.           |